# 大塚ギチ
大塚 ギチ（おおつか ギチ、1974年1月15日 - 2019年4月）は、日本の編集者・デザイナー・ライター。
宝島社勤務のゲーム誌編集者を経て独立。主な活動領域はビデオゲームとアニメーション。有限会社アンダーセル（UNDERSELL ltd.）代表取締役社長。自主出版レーベル〈bootleg! books〉主宰。

## 来歴
北海道恵庭北高等学校出身。札幌・すすきののゲームセンター・スガイディノス札幌中央に通い詰める学生生活を送る。10代の頃にケンタッキーフライドチキンでアルバイトし、やがて店長代理を任された。鶏肉の部位に詳しく、調理済みピースから鶏の形を再現できたという。
憧れの職業は漫画家と編集者で、必ずどちらかになろうと決めていた。ただし、漫画を描く努力はしなかった。
1991年に、ゲーム誌『HiPPON SUPER!』編集者としてJICC出版局（後の宝島社）に就職。同誌では毎号、ゲームソフトの中古流通価格を掲載しており、出版界入り直前に全国規模で中古ゲームソフトの流通商をしていた事から得た市場動向の知見が認められて採用された。3年後の1994年に退職してフリーランスとなる。
1995年11月、アーケードゲーム『バーチャファイター』のムーブメントを綴ったノンフィクション小説『トウキョウヘッド19931995』を上梓した。
1999年7月から2000年3月にかけ、ラジオ関西（当時の愛称は「AM KOBE558」）にてラジオ番組『サブカルチャー倶楽部』を制作。パーソナリティも務めた。この間、1999年8月12日付で、西島大介・コヤマシゲトらと東京都新宿区にて有限会社アンダーセルを設立している。
2004年2月、アニメーション作品について関係著名人と語るトークライブシリーズ『UNDERSELL presents "bootleg!"』を開始。2006年9月に公開された押井守原作・脚本・監督による実写ドラマ『女立喰師列伝 ケツネコロッケのお銀』にフリールポライター「大塚ギチ男」役で出演した。
2012年8月、自主出版レーベル「bootleg! books」を設立する。アーケードゲームプレイヤーを主題とした17年ぶりの書き下ろし小説『THE END OF ARCADIA』をネット連載した。同年以降、下火ゆえに大手ゲームマスコミが手を着けないアーケードゲーム業界、一方で脈々と続いている（主にバーチャファイター）プレイヤーたちの人間模様を書くことに使命感と面白さを見出し、ゲームセンターに“出戻って”取材を続けていた。
2015年3月には『TOKYOHEAD RE:MASTERED』が上田誠（ヨーロッパ企画）脚本・演出で『TOKYO HEAD 〜トウキョウヘッド〜』として舞台化される。
2016年8月12日、三鷹市に事務所兼セレクトショップ「bootleg! store」を開店。2018年8月をもって、事務所移転に伴い閉店。
2018年7月13日、脳卒中に伴う転倒事故により頭蓋骨骨折で病院に緊急搬送された。意識不明の状態が2週間続いた後に意識は回復したものの、入院療養のため休業した。自身のTwitterへの書き込みは、2018年12月31日から再開されたものの、2019年4月11日が最後となっていた。
2019年5月4日、死去していたことが公表された。ゲームセンター・ミカド店長のブログによると先月4月18日以降、連絡が取れなくなっており、5月1日に自宅マンションで倒れているところを発見されたという。6月15日、検死の結果、多臓器不全による病死と公表された。45歳没。

## 人物
「編集者は執筆もデザインも編集も全部できなきゃダメ」が持論。駆け出しだったイラストレーター・コヤマシゲトにも印刷工程をまるごと任せるなどスパルタ教育を施した。
独特の運営をしているゲームセンター・ミカドの店長・池田稔と懇意であり、同店のイベントやトークライブの企画・構成を多く手がけている。池田とは『ノーコン・キッド』の仕事をきっかけに出会った。大塚の訃報は、ミカドのTwitterで最初に明らかにされた。

## 作品

### 小説
- 『トウキョウヘッド19931995』（アスペクト） 1995年 ISBN 978-4893664341
  - 【再編集】『東京ヘッド』（美術出版社） 2000年 ISBN 978-4568730104
  - 【文庫化】『TOKYOHEAD RE:MASTERED』（bootleg! books） 2013年 ISBN 978-4990690519
  - 【全文収録・加筆】『舞台「TOKYO HEAD 〜トウキョウヘッド〜」パンフレット』（bootleg! books） 2015年[17]
  - 【再々編集・新書化】『トウキョウヘッド・完結編 1993-2019』（INH） 2020年 ISBN 978-4-9911501-0-4
- 『ラストブロンクス／東京番外地 公式ガイドブック』収録「penis」（アスペクト） 1996年 ISBN 978-4893665898
- 『ジョジョの奇妙な冒険II ゴールデンハート/ゴールデンリング』（集英社） 2001年（宮昌太朗との共著）ISBN 978-4087031034
- 『THE END OF ARCADIA』（bootleg! books） 2013年 ISBN 978-4990690502
  - 【加筆修正】『THE END OF ARCADIA EXTRA VERSION』（bootleg! books） 2016年 ISBN 978-4990690533

### 原作
- コヤマシゲト『FOR THE BARREL "1984"』
- コヤマシゲト『さらば青春の光』新現実 Vol.1掲載
- コヤマシゲト『リュウ』月刊少年エース掲載
- ヨーロッパ企画 舞台『TOKYO HEAD 〜トウキョウヘッド〜』2015年

### 連載
- 『フォー・ザ・バレル / FOR THE BARREL』（月刊ニュータイプ） 1999年 - 2002年
- 『アンダーヘッド』（CONTINUE） 2002年 - 2003年
- 『玄関以外はできている』（CONTINUE） 2005年 - 2007年
- 『ゲーム雑誌クロニクル』（CONTINUE） 2007年
- 『BACK TO THE ARCADE』（Yahoo!ニュース） 2013年 - 2017年
- 『事務所は三鷹で元とうふ屋。』（カクヨム） 2016年
- 『SUMMER TIME OVER HEAD KIDS』（カクヨム） 2016年 - 2017年

### ムック
- 『新現実 Vol.1』（角川書店）2002年 ISBN 978-4047213821
- 『ビジュアルワークス・オブ・アヌビス』（角川書店）2003年 ISBN 978-4047071100
- 『天元突破グレンラガン 基礎工事編』（小学館）2007年 ISBN 978-4091063120
- 『天元突破グレンラガン 最終発掘完了編』（小学館）2011年 ISBN 978-4091064097
- 『かみちゅ! 大全ちゅ〜!』（一迅社）2011年 ISBN  978-4758011785
- 『舞台「TOKYO HEAD 〜トウキョウヘッド〜」パンフレット』（bootleg! books）2015年
- 『バトルガレッガ Rev.2016 限定ブックレット』（M2）2016年
- 『To-y フィギュア ブックレット』（海洋堂）2017年

### 書籍デザイン・装幀・構成等
- 富野由悠季『だから僕は… ―ガンダムへの道』（角川書店）2002年 ISBN 978-4044101657
- 押井守『立喰師列伝』（角川書店）2004年 ISBN 978-4048735162
- 押井守『西武新宿戦線異常なし』（角川書店）2002年 ISBN 978-4047134928
- 押井守『身体のリアル』（角川書店）2017年 ISBN 978-4047345652
- 滝本竜彦『ネガティブハッピー・チェーンソーエッヂ』（角川書店）2001年 ISBN 978-4048733380
- 滝本竜彦『NHKにようこそ!』（角川書店）2002年 ISBN 978-4048733397
- 滝本竜彦『超人計画』（角川書店）2003年 ISBN 978-4048734813
- 東浩紀『郵便的不安たち#』（朝日新聞社）2002年 ISBN 978-4022613783
- 北野勇作『北野勇作どうぶつ図鑑（1〜6）』（ハヤカワ文庫）2003年 ISBN 4150307164 ISBN 4150307172 ISBN 4150307180 ISBN 4150307199 ISBN 4150307245 ISBN 4150307253
- 大岩ケンヂ『99ハッピーソウル』（角川書店）2005年 ISBN 978-4047137257
- 大塚英志『定本 物語消費論』（角川書店）2001年 ISBN 978-4044191108
- 田島昭宇『MADARA ARCHIVES』（角川書店）2017年 ISBN 978-4041065082

### その他デザイン
- 『立喰師列伝』パンフレット（東北新社／Production I.G）
- 『舞台「TOKYOHEAD〜トウキョウヘッド〜」 Soundtrack』（クラリスディスク）
- 『バイパーフェイズ1』レコードレーベル＆ジャケット（bootleg! books）
- 『アカとブルー』販促ポスター／サウンドトラック（タノシマス）

### 映像

#### アニメーション
- 『FREEDOM』2006年 設定・脚本協力
- 『交響詩篇エウレカセブン ポケットが虹でいっぱい』2009年 脚本協力

#### 実写ドラマ
- 『多重人格探偵サイコ』2000年 出演（村田清役）
- 『女立喰師列伝 ケツネコロッケのお銀 -パレスチナ死闘篇-』2006年 出演（大塚ギチ男役）
- 『ノーコン・キッド 〜ぼくらのゲーム史〜』2013年 制作協力[18]

### ラジオ
- 『サブカルチャー倶楽部』1999年7月 - 2000年3月 制作・パーソナリティ

#### 音声配信・ポッドキャスト
- 『そこ☆あに 増刊号「THE END OF ARCADIA」vol.10』2012年 出演[6]

### イベント・トークライブ
- 『UNDERSELL presents "bootleg!"』 企画・構成・司会[19][20]
- ゲーセンミカド関連
  - 『ミカド大賞』『ミカド事件簿』 企画・構成・出演
  - 『KRG＆大塚ギチ トーク＆サイン会』 出演
  - 『イケダミノロックのそんなカンジでおネガいします（仮）』 企画・構成・出演（第4回,第24回）
  - 『激刊ミカド学園』 企画・構成・出演
  - 『ヌルシュー部配信』 企画・出演（副部長）
  - 『春／秋のシューティングまつり』 企画[21]
  - 『バーチャファイター3tb世界大会』 企画[22]
  - 『イケダミノロック×大塚ギチ 2017年上半期／下半期ゲームセンター周辺事情』 企画・構成・出演
  - 『海猫沢めろん先生来店記念！ kids-fire.com発売販促トーク配信』 出演

## 関連人物
- 池田稔[1]
- 海猫沢めろん[23]